# Patrimoine (finance)
Pour les articles homonymes, voir Patrimoine.
Le patrimoine d'une personne, d'un groupe de personnes (une famille par exemple), d'une organisation (syndicat de copropriété ou société de personnes par exemple) ou administré par une entité fiduciaire (patrimoine d'affectation) est constitué de valeurs mobilières et immobilières. La valeur nette du patrimoine se définit comme étant :
- une valeur économique d'usage ou de non usage, attribué à l'ensemble des biens matériels ou immatériels le composant ;
- moins les passifs ;
- moins les autres engagements financiers hors bilan, comme les responsabilités ou risques potentiels sous condition de leur réalisation.

## Composition du patrimoine

### Personne physique
Le patrimoine d'une personne physique peut être décrit sous forme de rapport d'inventaire ou de bilan financier regroupant les actifs et les passifs :

#### Actifs
- propriétés immobilières (voir bien immeuble),
- parts d'entreprises,
- placements financiers (comptes bancaires et portefeuille de valeurs mobilières comprenant des actions, obligations, produits dérivés et des OPCVM),
- prêts privés, comptes à recevoir,
- valeur des polices d'assurance de personnes (valeur de rachat ou valeur actuarielle, si un rapport d'évaluation a été produit),
- meubles, équipements domestiques,
- véhicules,
- objets d'art et de collection,
- propriété intellectuelle (brevets, droits d'auteur),
- autres biens.

La valeur actualisée des rentes, pensions à recevoir et autres redevances n'est pas prise en compte dans le bilan financier car non réalisable à la date du bilan. Néanmoins, elle peut être prise en considération dans un exercice d'anticipation du patrimoine futur.

#### Passifs
- emprunts (prêt à terme, crédits à la consommation),
- emprunts de type immobilier,
- dettes fiscales ou sociales (découlant de réglementations sociales),
- dettes envers des tierces personnes,
- emprunts pour fins d’investissement,
- autres éléments du passif.

Les dettes latentes (comme les impôts à payer, la sentence d'un jugement à venir, les mauvaises créances) sont tributaires de la réalisation d'un événement ou de conditions particulières. La réglementation comptable impose d'établir des provisions pour risques éventuels.

### Personnes morales (entreprises et institutions)
Le bilan patrimonial net (état de la situation financière) d'une personne morale comprend l'actif brut moins le passif. En s'inspirant des normes de l'IFRS (International Financial Reporting Standard), le bilan d'une personne morale se présente ainsi (en sommaire):
Actif
- actifs circulants (disponibilités dont liquidités et équivalents de liquidités; compte à recevoir des clients et d'autres créances à recevoir; stocks; instruments financiers dérivés actifs; comptes de régularisation),
- actifs immobilisés (immobilisations corporelles; participation dans les sociétés associées; impôt différés actifs; immobilisations financières; préfinancement des régimes de prévoyance; Goodwill; immobilisations incorporelles).

Passif
Fonds étrangers
- fonds étrangers à court terme (dus à des fournisseurs et autres créanciers, dettes financières, impôts à payer, instruments financiers dérivés passifs et compte de régularisation),
- fonds étrangers à moyen/long terme (dettes financières, engagements envers le personnel, impôts différés passifs, impôts à payer, engagements envers d'autres créanciers, provisions).

Fonds propres
- Capital-actions (notamment les actions détenus en propre par la société).
- Primes et réserves (notamment les bénéfices accumulés).

Le passif regroupe les éléments du patrimoine ayant une valeur économique négative pour la personne morale, notamment les obligations potentielles ou certaines à l'égard d'un tiers.
L'actif net est obtenu en déduisant de l'actif brut, les dettes de la personne morale (emprunts, dettes sociales et fiscales, etc); l'actif net comprend les fonds propres et les provisions.

## Droits, modes de détention
En doctrine de droit, toute personne est titulaire d'un patrimoine. Toutefois, la nature des droits relatifs au patrimoine peut varier selon les juridictions.
L'administration du patrimoine doit considérer notamment les droits, les attributs, les modes de détention, les phases et les risques relatifs ou inhérents au patrimoine.
Droits et attributs du patrimoine
Les éléments constitutifs du patrimoine comportent trois attributs :
- usus (aspects utilitaires) (ex.: usage d'un bien),
- fructus (faire fructifier) (ex.: bénéficier des revenus d'un bien),
- abusus (droit de disposition) (ex.: don ou vente d'un bien).

Modes de détention stratégique du patrimoine
Les principaux modes de détention du patrimoine sont: la détention directe (ex.: individuelle ou en copropriété), sous forme de société, de fiducie (incluant succession), etc.
Le choix stratégique du mode de détention des biens constituant le patrimoine est généralement tributaire:
- du contexte socio-économique de la personne (incluant son cycle de vie);
- de la nature et des phases du cycle de vie économique des biens constituant le patrimoine;
- des objectifs, préoccupations, contraintes, opportunités et priorités suivants relativement aux biens: d’exploitation, préservation, valorisation, protection, dévalorisation, acquisition vs disposition;
- de la conjoncture économique.

## Principales phases d’administration du patrimoine
L'administration patrimoniale se divise en plusieurs phases dynamiques et séquentielles:
- accumulation,
- protection,
- préservation,
- disposition.

Note : Chaque phase de l'évolution du patrimoine intègre des décisions dynamiques de nature tactique ou stratégique: financières, fiscales, juridiques (incluant contractuelles) et administratives.

## Risques patrimoniaux
Chaque risque s'avère dynamique et implique des stratégies patrimoniales.
Principaux risques endogènes à l’égard du patrimoine
Un risque endogène est propre au patrimoine. Les principaux risques endogènes se catégorisent ainsi :
- managériaux,
- financiers,
- produits ou services offerts,
- ressources humaines,
- technologiques,
- environnementaux.

Principaux risques exogènes sur le patrimoine
Un risque exogène est extérieur au patrimoine. Les principaux risques exogènes se catégorisent ainsi :
- marchés,
- politiques légales,
- politiques fiscales,
- sociaux et psychosociaux,
- économiques,
- technologiques,
- environnementaux.

| Risques patrimoniaux reliés au: | | |                                                                                         |                                                        |                                                                        |
| | Marché | Managérial | Financier                                                                               | Technologique                                          | Environnemental                                                        |
| Endogènes | Produits ou services obsolètes, capacité de production                                                                  | Organisation du travail (ressources humaines, financières, matérielles et informationnelles), erreur humaine, incompétence, ignorance | Liquidité, crédit, financement, fiscalité                                               | Sécurité informatique, défaillance, obsolescence, etc. | Contamination, maladie, etc.                                           |
| Exogènes | Changements des habitudes de consommation, entrée de substituts, autres facteurs géopolitiques (fiscal, légal...), etc. | Absence ou imprécision de règles de gouvernance, éthiques et déontologiques, et autres aspects géopolitiques.                         | Coût de crédit, récession (ex.: après 11 septembre 2001, crise financière (2008-2009)). | Nouvelle technologie, arnaque, etc.                    | Contamination, catastrophe naturelle, guerre, attentat, épidémie, etc. |
| Cours DSR5970 dispensé par le professeur-enseignant Yvon Rudolphe, MBA fin., É.A., CMC, F. Adm.A., de l'Université du Québec à Montréal (UQAM). | | |                                                                                         |                                                        |                                                                        |

## Fiscalité du patrimoine
Selon les juridictions fiscales, le patrimoine peut faire l'objet :
- d'un impôt sur les revenus imposables ;
- d'une taxation sur les biens, comme les taxes foncières et taxes d'accise) ;
- d'un abattement de 100 000€ renouvelable tous les 15 ans par enfant[3].

En sommaire, les revenus imposables reliés au patrimoine concernent surtout :
- les revenus nets (ex.: intérêts, loyers, services rendus, dividendes, redevances),
- la variation de la valeur (plus-value ou moins-value) lors de sa réalisation (ex.: cession de droits ou de biens).

Les revenus nets comprennent les revenus bruts moins les dépenses admissibles à la déduction.

## Conseil et gestion de patrimoine
La gestion de patrimoine consiste à planifier, organiser, coordonner, diriger et contrôler des ressources nécessaires dans le cadre d'un mandat ou d'un contrat de travail. Ces ressources comprennent notamment des ressources humaines, financières, matérielles et informationnelles.
La gestion de patrimoine peut s'effectuer soit en autogestion de son patrimoine ou par délégation (gestion du bien d'autrui en tout ou en partie). Les rôles en gestion du bien d'autrui peuvent être exercés sous forme de rôle conseil ou de rôle de gestionnaire patrimonial. Le rôle conseil consiste à des avis professionnels, mises en garde, avertissements, opinions, suggestions, recommandations, propositions et/ou stratégies dans le cadre d’un mandat de services professionnels. Le rôle conseil ou de gestion s'exerce en fonction notamment des objectifs, contraintes, priorités et normes.
Règle générale, le rôle conseil implique une responsabilité de moyens; le rôle de gestionnaire patrimonial, une responsabilité de moyens et/ou de résultats. Les résultats attendus sont habituellement définis par les parties prenantes dans le cadre d'une entente initiale; cette entente devrait aussi définir la nature et la portée (globale ou segmentée) du mandat du gestionnaire de patrimoine, les grandes orientations, les ressources impliquées (honoraires et l'attribution des dépenses encourues), les éléments concernés du patrimoine, les livrables et les échéanciers. Néanmoins, la réalisation du projet peut nécessiter des réajustements, au fur et à mesure, selon les circonstances.
Le conseil et la gestion du patrimoine d'autrui engage une responsabilité du professionnel. Dans l'exercice de sa profession, il doit appliquer des principes de saine gestion généralement reconnus du bien d'autrui, des processus et des procédures de travail efficients, ainsi que faire usage d'une instrumentation appropriée. Selon le contexte socio-économique, la raison d'être du gestionnaire de patrimoine est de contribuer par son expertise, ses connaissances, ses moyens, ses outils, ses contacts, etc. Dans le cadre de ses fonctions, il doit appliquer des stratégies de protection, de préservation, d'accumulation ou de disposition du patrimoine. Ces stratégies visent notamment la maîtrise du coût de vie en vue de dégager des excédents de liquidité pour créer une accumulation dans le patrimoine.
Un professionnel en gestion de patrimoine peut exercer comme généraliste ou spécialiste. La gestion de patrimoine peut englober plusieurs domaines, notamment en gestion :
- de portefeuilles en valeurs mobilières et immobilières,
- de biens immobiliers,
- des affaires familiales,
- d'une entreprise,
- d'une fiducie ou une succession,
- de biens particuliers (ex.: une collection d’œuvres d'art, etc.).

Parfois, la gestion du bien d'autrui découle d'un régime de protection, telle la sauvegarde de justice, la curatelle ou la tutelle. Ces types de mandats peuvent être exercés notamment par un mandataire, un liquidateur, un séquestre, un syndic, etc., selon les juridictions.
La gestion patrimoniale qui peut être exercée par divers types de professionnel, existe surtout dans les juridictions où le droit patrimonial et fiscal ont un impact significatif sur l'évolution du patrimoine. Dans les pays francophones les expressions généralement utilisées pour désigner l'activité sont : "gestion de patrimoine", "gestion privée de patrimoine" ou "gestion de fortune". Les pays anglo-saxons utilisent généralement l'expression asset management (ou private asset management) et wealth management (ou private wealth management). Ces expressions se limitent souvent à la gestion de portefeuille.
Par ailleurs, l'offre de services en gestion de patrimoine peut viser des domaines d'intervention, des clientèles particulières ou des régions spécifiques. L'offre de services peut s'appliquer à partir d'une valeur minimale d'actif sous gestion ou d'autres critères de sélection.
La norme internationale ISO 22222 (de 2005) définit des normes relatives à la pratique des professionnels en gestion de patrimoine, notamment des processus de travail, des exigences de compétences et de conformité, ainsi que des principes d'éthique et de comportement professionnel.
L'AFNOR Certification est habilitée en France à délivrer une telle norme. La CGPC (Compagnie des Conseillers Patrimoniaux Certifiés) habilite ses adhérents (conseillers indépendants), par délégation, à la norme ISO 22222.

### Démarche générale en conseil et gestion de patrimoine
La démarche générale d'un professionnel en gestion de patrimoine s'appuie sur l'éthique, la déontologie (normes professionnelles) et les meilleures pratiques généralement reconnues en saine gestion, notamment:
- connaitre suffisamment bien son client. Note: au besoin, dresser notamment un sommaire de son portrait socio-économique et socio-démographique d'une personne et de sa famille, incluant notamment de son historique, son mode de vie, son cycle de vie, ses préoccupations, ses objectifs patrimoniaux, ses contraintes, son aversion au risque, ses besoins et ses priorités;
- prioriser le meilleur intérêt du client;
- s'appuyer sur des normes de pratique généralement reconnues dont une instrumentation validée;
- se référer aux normes de gouvernance généralement reconnues;
- gérer l'information, en tenant compte des meilleures pratiques en sécurité de l'information, la confidentialité et la transparence;
- tenir compte des limites de son expertise professionnelle et de ses capacités d'accomplir un mandat[4].

La démarche générale d'un professionnel en gestion de patrimoine, autant pour une personne physique que morale, consiste à :
1. évaluer la pertinence ou non d'offrir des services professionnels, notamment la nature et la portée de cette offre de service ;
2. définir les préoccupations, contraintes, objectifs et priorités socio-économiques ;
3. convenir d'une entente écrite de services professionnels ;
4. planifier et organiser le travail découlant de l'entente de services professionnels ;
5. recueillir les données socio-économiques et définir le patrimoine du client à une date spécifique ;
6. analyser la situation actuelle du client et son évolution possible ;
7. poser un diagnostic en identifiant les problèmes, besoins et/ou ou opportunité ;
8. élaborer et recommander des politiques, normes, procédures et/ou stratégies ;
9. rédiger le plan de gestion patrimoniale ;
10. présenter le plan de gestion patrimoniale et obtenir les consentements requis ;
11. gérer le plan de mise en œuvre[4].

En gestion de patrimoine, la démarche de gestion des tâches, responsabilités, délégation et impartition se résume ainsi, selon le contexte :
1. identifier qui sont les parties impliquées ;
2. préparer un mandat de délégation ou d'impartition ;
3. sélectionner le(s) fournisseur(s) et les ressources ;
4. assigner un mandat, notamment en déterminant les livrables, un budget et les normes requises ;
5. coordonner, diriger et/ou contrôler l'exécution du mandat et le travail des divers spécialistes ;
6. produire ou obtenir des rétroactions selon l'échéancier convenu[4].

La gestion de patrimoine implique une veille juridique, fiscale et générale relativement au patrimoine, notamment la vérification des aspects suivants :
- les flux financiers afin que le client subvienne à ses besoins (dépenses courantes), ses obligations (impôts, échéance d'un crédit…) ou faire face à un imprévu (voiture à remplacer, travaux urgents...) ;
- l'adéquation entre la rentabilité et le risque ;
- les ratios financiers convenus (ex.: ratio d'endettement) ;
- les modes de détention du patrimoine (ex.: régime d'investissement, corporation, fiducie).

### Les métiers de conseil et de gestion de patrimoine
Le métier de généraliste de conseil et de gestion de patrimoine ne doit pas être confondu avec les autres métiers spécialisés.
Règle générale, les offres de services des conseillers/professionnels exerçant en conseil et de gestion de patrimoine peuvent :
- s'intégrer ou non à l'offre d'une gamme des produits et autres services financiers ; ou
- s'intégrer à l'offre des services professionnels (ex.: avocat, notaire, comptable professionnel agréé, administrateur agréé, planificateur financier accrédité).

#### Le planificateur financier
Un «planificateur financier» est un conseiller/professionnel qualifié et accrédité selon les juridictions professionnelles, qui exerce en planification patrimoniale. Il dispense un service conseil en appliquant des processus d'anticipation relativement aux affaires du patrimoine.

#### Les conseillers financiers ou en investissement financier
Le conseiller en investissements financiers est un professionnel dont l'offre de services est axé sur des conseils en investissement, en fonction des partenariats financiers développés avec ses fournisseurs. Selon les juridictions, plusieurs titres se réfèrent à ce métier.
La liste des conseillers en investissement financiers autorisés à avoir une activité est consultable sur le site de:
- l'ORIAS en France. Un CIF doit obligatoirement être adhérent auprès d'une des cinq associations reconnue par l'ORIAS. Le conseiller financier à l'intérieur d'une banque (dont la banque privée) est un commercial, au même titre qu'un indépendant, a pour vocation de fournir un conseil sur des produits financiers plus ou moins restreints au périmètre de son groupe;
- BDNI (Base de données nationale d'inscription) au Canada pour les sociétés et les représentants inscrits en valeurs mobilières. Au Québec, l'Autorité des marchés financiers administre un registre d'inscription de ses assujettis.

#### Gérant de portefeuille ou analyste financier agréé (CFA)
Qu'il soit gestionnaire d'un portefeuille de valeurs mobilières, d'un compte-titre sous mandat, gérant d'un OPCVM dédié ou gérant d'une unité de compte dédié dans le cadre d'une assurance-vie, le métier est sensiblement le même. La spécialisation de gestion de portefeuille est un sous-élément de la gestion de patrimoine.
Dans l'exercice de ce métier, l'analyste/gestionnaire doit:
- définir une politique adaptée en tenant compte des besoins et de l'aversion au risque du/des client(s);
- définir un benchmark adapté au portefeuille géré (ex : taux d'emprunt d'état, indice boursier ou éventuellement une répartition d'actifs dans des proportions définies à l'avance);
- arbitrer les valeurs afin de conserver le couple rendement/risque défini précédemment.

#### Notaire
- Il est le conseiller spécialiste du droit civil dans les pays soumis à ce régime (ce qui n'est pas le cas des pays anglo-saxon soumis à la common law).
- Il est le passage obligé, dans ces pays, pour les personnes pour enregistrer les mutations à titre onéreux (achats, ventes), gracieux (donations) et pour liquider les successions.

#### Avocat
- Dans l'exercice de sa profession, l'avocat offre un service conseil dans divers domaines du droit: individuel, familial, corporatif, international, gouvernemental, etc. Il peut représenter un individu, un groupe ou une personne morale. Il défend un client contribuable ou une personne morale face à l'État, et notamment face à son administration fiscale lors d'un contrôle fiscal.

#### Expert-comptable
- Il est le lien entre les éventuels actifs professionnels du client et son patrimoine privé.

#### Fiscaliste
La profession de fiscaliste constitue une spécialité en fiscalité des entreprises ou des particuliers. Cette profession est exercée par divers professionnels tels avocat-fiscaliste, notaire-fiscaliste, comptable-fiscaliste, administrateur agréé fiscaliste, etc.